# Afrikas klimat

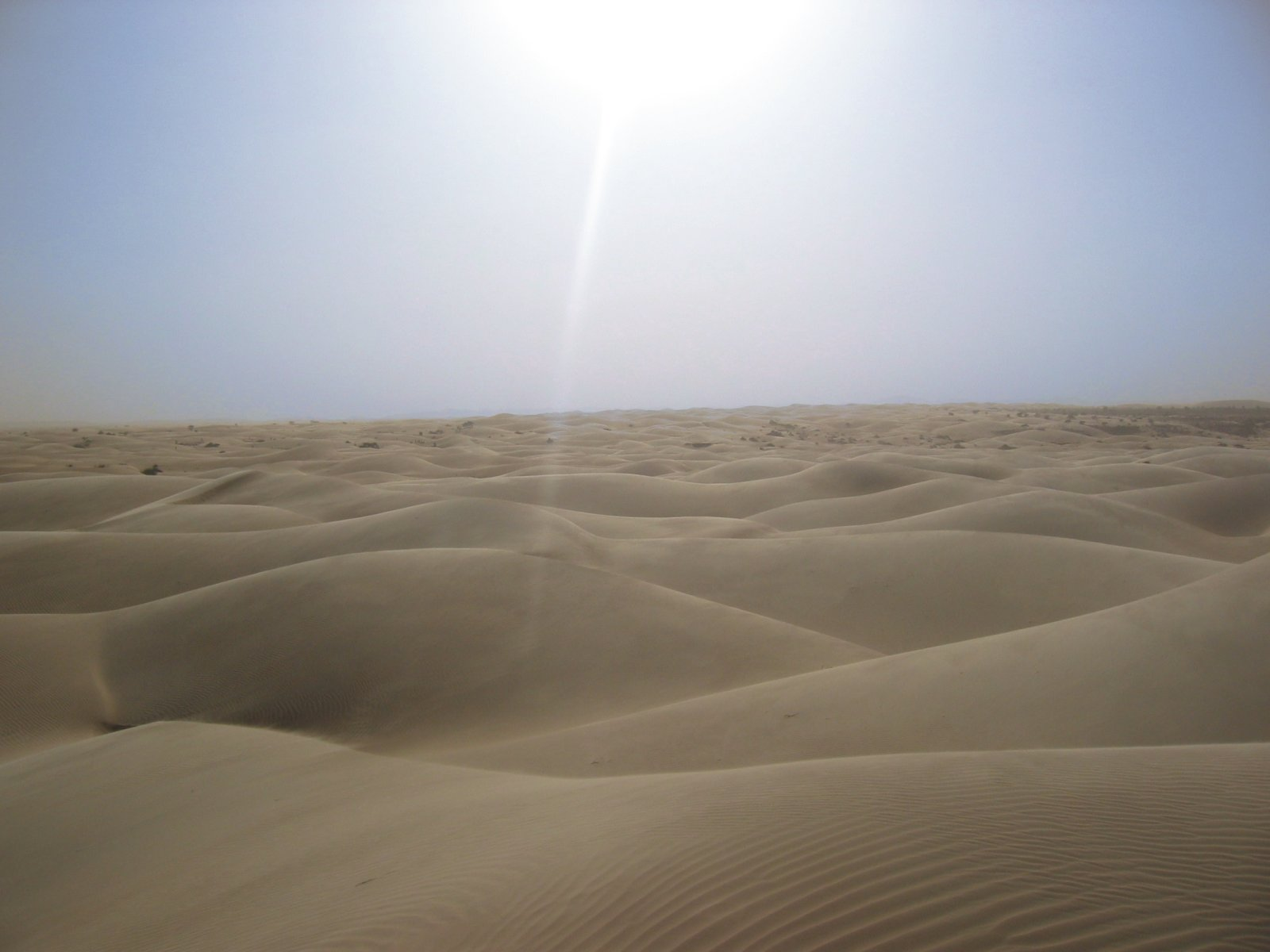
Sahara

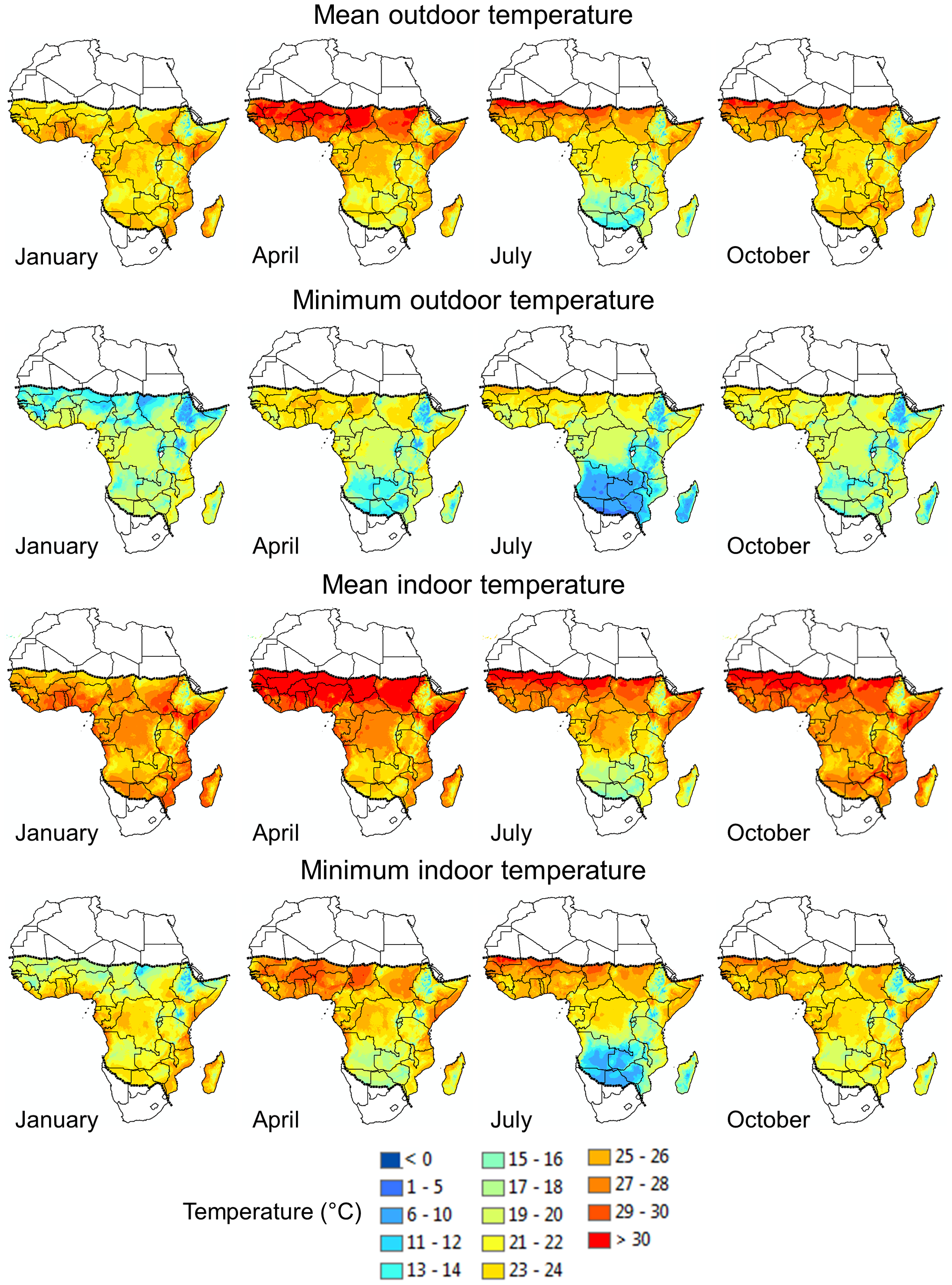

Afrikas klimat är delvis torrt och varmt. Vid ekvatorn finns den så kallade tropiska zonen som är Afrikas fuktigaste region.
Den varmaste temperaturen man har uppmätt i Afrika är 58 °C i Libyen i öknen Sahara. En vanlig sommardag i Afrika kan det vara varmare än 40 °C eller till och med 50 °C. Den kallaste temperaturen man har uppmätt i Afrika är däremot -23 °C i Marocko.
I norra Afrika har man oftast problem med vattentillgången på grund av att det nederbördsmängden är så låg där. Nederbörd från nordväst stoppas av Atlasbergen och det är anledningen till att Sahara har bildats. Sahara började bildas redan för 6000 år f.Kr. och 5500 år f.Kr. började ökenspridningen att ta fart.